# Joseph Nduhirubusa
Joseph Nduhirubusa (* 24. April 1938 in Kigarika, Burundi; † 16. Juli 2012 in Ruyigi, Burundi) war ein burundischer Geistlicher und römisch-katholischer Bischof von Ruyigi.

## Leben
Joseph Nduhirubusa trat nach dem Besuch der Gemeindeschule von Rusengo in das Knabenseminar in Mugera ein. Anschließend studierte er Philosophie und Theologie im Priesterseminar in Burasira und Bujumbura. Er empfing am 21. Juli 1964 die Priesterweihe für das Bistum Ruyigi. In den folgenden Jahren unterrichtete er am Knabenseminar in Rusengo und Mugera. Nach einem Promotionsstudium von 1970 bis 1975 in Moraltheologie an der Accademia Alfonsiana in Rom wurde dort zum Doktor der Theologie promoviert und war Professor für Moral- und Pastoraltheologie am Priesterseminar in Bujumbura.
Papst Johannes Paul II. ernannte ihn am 19. April 1980 zum Bischof von Ruyigi. Der Papst persönlich spendete ihm am 4. Mai desselben Jahres die Bischofsweihe; Mitkonsekratoren waren Agnelo Rossi, Kardinalpräfekt der Kongregation für die Evangelisierung der Völker, und Joseph-Albert Kardinal Malula, Erzbischof von Kinshasa. Sein Wahlspruch lautete „Tu renovabis faciem terrae“ (Du erneuerst das Antlitz der Erde).
2002 wurde Joseph Nduhirubusa von CNDD-FDD Rebellen entführt und später in der Nähe von Bujumbura an Kirchenvertreter übergeben.
Joseph Nduhirubusa besuchte aus Anlass der Misereor-Fastenaktion 2008 verschiedene Bistümer in Deutschland. Er war 2008 Ehrengast zum 50-jährigen Jubiläum des katholischen Hilfswerks Misereor im Bistum Rottenburg-Stuttgart.
Papst Benedikt XVI. nahm am 30. Oktober 2010 sein aus gesundheitlichen Gründen vorgebrachtes Rücktrittsgesuch an.